# Nadine Perks
Nadine Perks (* 17. Juli 1989 in Oberstdorf als Nadine Rieder) ist eine deutsche Mountainbikerin, die im Cross-Country aktiv ist.

## Sportlicher Werdegang
Mit dem Mountainbikesport begann Perks im Alter von neun Jahren, später wurde sie mehrfache Deutsche Jugendmeisterin im Cross-Country. 2008 kam sie in das Team der Brüder Lado und Manuel Fumic, 2009 absolvierte sie ihr erstes Weltcup-Rennen im Cross-Country XCO.
Ihre ersten Erfolge erzielte Perks im Cross-country Eliminator XCE, der 2012 durch die UCI als neue Disziplin anerkannt wurde. 2013 erzielte sie im Eliminator als Dritte in Albstadt ihre bisher beste Platzierung im UCI-Mountainbike-Weltcup, bei den UCI-Mountainbike-Weltmeisterschaften wurde sie Vierte. In den Jahren 2015 und 2016 wurde sie Deutsche Meisterin im Eliminator, 2016 gewann sie die Gesamtwertung der Sprint-Bundesliga.
Zwischenzeitlich gehört Perks über alle Distanzen des Cross-Country zur Spitze der deutschen Mountainbikerinnen: 2019 wurde sie bei den Deutschen Mountainbike-Meisterschaften Vizemeisterin sowohl im Eliminator XCE, im olympischen Cross-Country XCO als auch im Mountainbike-Marathon XCM. Zudem gewann sie in Freudenstadt in der MTB-Bundesliga im Short Track XCC.
Nachdem Perks 2020 Deutsche Meisterin im Marathon XCM und erneut Vizemeisterin im Cross-Country XCO geworden war und die Saison als beste deutsche Fahrerin in der Weltrangliste abgeschlossen hatte, hegte sie berechtigte Hoffnungen, an den Olympischen Sommerspielen 2020 in Tokio teilzunehmen. Nach einer Sprunggelenksverletzung im Frühjahr 2021 startete sie noch beim Weltcup in Albstadt, musste jedoch später operiert werden und hatte keine Möglichkeit sich zu qualifizieren. Bei den Mountainbike-Weltmeisterschaften 2021 kehrte sie mit dem 24. Platz im Short Track und dem 17. Platz über die olympische Distanz in die Wettkampfsaison zurück. Beim letzten Weltcup-Rennen der Saison in Snowshoe erzielte sie mit Rang 8 ihre beste Weltcup-Platzierung überhaupt. Zum Ende der Saison verteidigte sie beim Hegau Bike-Marathon ihren Meistertitel im MTB-Marathon.
In der Saison 2022 erzielte Perks zum Saisonauftakt in Persepolis mit Platz 14 ihre beste Weltcup-Platzierung der Saison. Bei den Deutschen Meisterschaften stand sie über die olympische Distanz und im Short Track als jeweils Dritte erneut auf dem Podium.

## Privates
Im September 2022 heiratete Perks den Briten Nick Perks, einen ehemaligen Radrennfahrer und aktuell Leistungs- und Ernährungscoach. Im Herbst 2023 erwartet Perks ihr erstes Kind.

## Erfolge
2015
- Deutsche Meisterin – Eliminator XCE

2016
- Deutsche Meisterin – Eliminator XCE
- Gesamtwertung Sprint-Bundesliga

2020
- Deutsche Meisterin – Marathon XCM

2021
- Deutsche Meisterin – Marathon XCM